# ピンク・レディー汗と涙の大晦日150分!!
『ピンク・レディー汗と涙の大晦日150分!!』（ピンク・レディーあせとなみだのおおみそかひゃくごじゅっぷん）は、1978年12月31日に日本テレビ系列で放送された特別番組（チャリティー音楽バラエティ番組）である。ピンク・レディーの冠番組。
正式タイトルは『輝け!!特別生放送 ピンク・レディー汗と涙の大晦日150分!!〜みんなでしあわせになろうね〜』（かがやけ!!とくべつなまほうそう - みんなでしあわせになろうね）。

## 概要
ピンク・レディーが1年間の総決算の意味で、大晦日、東京・新宿コマ劇場を舞台に、歌と踊りにアニメーションから寄席までを含む、豪華なバラエティーショー。
3年間に渡って放送されたコント55号メインの『コント55号の紅白歌合戦をぶっ飛ばせ!なんてことするの!?』に替わる日本テレビの『NHK紅白歌合戦』対抗番組で、人気絶頂のピンク・レディーをメインにし、目の不自由な子供たちを客の一部に迎え、今までに無い豪華な構成で送る番組。ゲストもベテランやヤング歌手のほか、コメディアン・スポーツ選手など、多彩な顔触れが揃った。
なおピンク・レディーはこの番組のため、この年開催の『第29回NHK紅白歌合戦』の出場を辞退したが、これが後々まで問題を投げかける事になる。
視聴率（ビデオリサーチ・関東地区調べ。以下同様）は8.2%を記録し、前年の『なんてことするの』の6.2%を若干上回ったが、ピンク・レディーの大晦日特番は結局これが最初で最後、そして翌1979年には、コント55号の萩本欽一が再登板し、『欽ちゃんの紅白歌合戦をぶっとばせ!!第1回全日本仮装大賞〜なんかやら仮そう〜』を編成、これが好評となり、以後現在まで継続中の『欽ちゃん（&香取慎吾）の全日本仮装大賞』となる。

## ステレオ放送について
番組が放送されたこの年は、ステレオ放送を始めとする音声多重放送の実用化試験放送が開始（日本テレビは9月28日に開始。日本初。）した時で、まだ音声多重放送が珍しい時期ではあったが、日本テレビは新しい媒体が導入されると、それを使った放送を積極的に行う施策を取っていることもあり、当番組もそれに沿ってステレオ放送で行われた。
又、10月1日に大阪で同放送を開始した、日テレ系の準キー局である読売テレビも、東京からの同時生放送ネット番組では初めてのステレオ放送を行った。これは放送当時、電電公社の一般のテレビネット回線が未だステレオ放送には未対応(東京→大阪に於いては、二か国語放送は既に対応済)の状況だった為、この時は臨時として、東京→大阪のテレビでのステレオの同時ネット放送が、裏番組であるNHK大阪の総合テレビの「第29回NHK紅白歌合戦」と同時に行われた。(ちなみに、同回線が東名阪及び北陸(金沢)回りのループ回線として正式開通したのは、翌年の8月8日のことである。)

## 放送時間
日曜21:00 - 23:24（JST）
- 21:00の『桃太郎侍』（高橋英樹主演版）、22:00の『トヨタ日曜ドキュメンタリー 知られざる世界』、22:30の『地上最強の美女たち!チャーリーズ・エンジェル』（第2シーズン）は、全て休止。

## メイン
- ピンク・レディー
  - ミー
  - ケイ

2人は直前まで放送されていた『第20回日本レコード大賞』（TBS系列）に出演し、「UFO」でレコード大賞を受賞後、『レコ大』会場の帝国劇場からコマ劇まで大急ぎで駆けつけた。

## ゲスト
- タモリ
- 大場久美子
- 横山やすし・西川きよし
- 泉ピン子
- 石野真子
- レイジー
- 金井夕子
- 北野玲子
- アパッチ
- ゴールデン・ハーフ・スペシャル
- 笑福亭鶴光
- ジャイアント馬場
- ジャンボ鶴田
- ザ・デストロイヤー
- 佐々木功
- 左とん平
- 安田猛（当時：ヤクルトスワローズ）
- 新浦寿夫（当時：読売ジャイアンツ）
- 鈴木啓示（当時：近鉄バファローズ）
- 三遊亭圓歌
- 牧伸二
- レツゴー三匹
- チャンバラトリオ
- スリーファンキーズ
- ダニー飯田とパラダイス・キング
- 森山加代子
- 鈴木ヤスシ
- 飯田久彦
- 大相撲人気力士たち
- 徳光和夫（当時：日本テレビアナウンサー）
- 福留功男（当時：日本テレビアナウンサー）
- 松永二三男（当時：日本テレビアナウンサー）[6]

この他ラストの「汗と涙のグランドフィナーレ」には、この後23:45から始まる全民放テレビ放送年越し番組『ゆく年くる年』（この年の制作権はテレビ朝日）の総合司会・萩本欽一と檀ふみが出演し、引継ぎを行った。なお『ゆく年くる年』にはピンク・レディーも出演した。

## 各コーナー
- ヤング大集合!水着美女が大フィーバー 今年のディスコ・クイーンコンテスト（「晴海ドウ・スポーツプラザ」より中継）
- ピンク・レディーが歌う今年のヒット曲とタモリ教授の'78年総まくり
- 歌とアニメーションで描く愛のテーマ
- '78年スポーツ界紅白歌合戦
- ピンク'78年忘れ寄席
- ピンクオンステージ（ピンク・レディーのヒット曲総登場）
- ピンク・レディーと共に 懐かしのポップス・メドレー
- 念願のチャリティー報告
- さようなら1978年 汗と涙のグランドフィナーレ[6]